# Wilhelm Bolin
Andreas Wilhelm Bolin, född den 2 augusti 1835 i Kivisaari, Ingermanland, död den 16 juni 1924 i Helsingfors, var en finländsk filosof.
Bolin, som var född och uppvuxen i Kivisaari i Ingermanland, blev student i Helsingfors 1852, docent i filosofi 1865 samt extra ordinarie professor 1869. Han var bibliotekarie vid Helsingfors universitetsbibliotek 1873–1912. Han var även ledare för Svenska teatern i Helsingfors på 1880-talet.
Bolin utgav bland annat Familjen: studier (1864), Undersökning af läran om viljans frihet (1868), Europas statslif och filosofins politiska läror (2 band, 1868-1871), Ludwig Feuerbach, sein Wirken und seine Zeitgenossen (1891), Spinoza: ein Kultur- und Lebensbild (1894) samt Studier och föredrag (två band, 1888-1895). Dessutom utgav han tillsammans med Friedrich Jodl Ludwig Feuerbachs samlade verk 1903-1911. Han var även verksam som dramatiker, ledde Svenska Teatern i Helsingfors och författade skådespelet Konungens guddotter (1882), samt utgav en bearbetning av Carl August Hagbergs Shakespeare-översättningar i sex volymer 1879-1887.
Bolin var son till affärsman Carl Edvard Bolin och Ernestine Katharine Römpler. Han var gift med Thilda Snellman från 1867 till 1907.

## Utmärkelser
- Sankt Annas orden, tredje klass,  1882[5]
- Sankt Stanislausorden, andra klassen,  1888[5]
- Sankt Annas orden, andra klass,  1897[5]
- Sankt Vladimirs orden, fjärde klassen,  1905[5]

[Redigera Wikidata]